# Горловка
Горловка (укр. Горлівка, рус. Горловка) град је у источном делу Украјине, у Доњецкој области, дефакто под контролом Доњецке Народне Републике од 2014. године. Привреда града се заснива на ископавању угља и на сектору хемијске индустрије. Горловски институт страних језика има две кампусне зграде у центру града.

## Историја
Насеље је основао Пјотр Горлов 1867. године. Насеље се до тридесетих година двадесетог века састојало од низа рудника угља, када је почео убрзани развој места. Током револуције 1905. године био је један од центара оружаног устанка. Последњих година је доста рудника затворено и популација је опала за 10% у претходних десет година.

## Становништво
Према процени, у граду је 2012. живело 258.879 становника.
| 1979.   | 1989.   | 2001.   | 2012.   |
| ------- | ------- | ------- | ------- |
| 336.487 | 338.106 | 292.250 | 258.879 |